# Anne Møller
Anne Møller (født 4. oktober 1987 i Lübeck, Vesttyskland) er en dansk atletikudøver. 
Møller har hele sin karriere stillet op for Aabenraa Idræts- og Gymnastikforening.
Møller har i de seneste år markeret sig som Danmarks bedste kvindelige 100 meter hækkeløber med danske mesterskaber i disciplinen i både 2005, 2006 og 2007. Senest har hun givet sig i kast med højdespring, og her vandt hun sit første mesterskab i 2007 i højden 1,70 meter. 
Møller har i 2005, 2006 og 2007 også reprænsenteret det danske landshold på 100 meter hæk. 
I 2008 blev Møller overraskende udtaget til Indendørs-VM grundet en regel om, at hvis et land ikke havde nogen kvalificerede, måtte de udtage én mand og én kvinde. Anne udtalte til DR, at hun havde regnet med at hun skulle se VM fra sofaen..

## Personlige rekorder
- 60 meter: 7,86 sek
- 100 meter: 12,41 sek
- 200 meter: 25,77 sek
- 60 meter hækkeløb: 8,53 sek
- 100 meter hæk: 13,77 sek
- 400 meter hæk: 64,01 sek
- Højdespring: 1,75 meter